# Robert Joel
Robert Joel McLane (4 de agosto de 1944 – 30 de setembro de 1992) foi um ator americano conhecido por ter estrelado o primeiro filme abertamente gay A Very Natural Thing em 1974.

## Juventude
Ele nasceu Robert Joel McLane e às vezes era creditado sob o nome de Robert McLane. Ele nasceu em 4 de agosto de 1944 em Macon, Geórgia e cresceu em uma fazenda em Wagener, Carolina do Sul. Ele se formou na Universidade Furman em 1965.

## Carreira de ator
Joel teve vários papéis no teatro. Ele estreou na Broadway em 1969 como "He Who Hears Thunder" em Indians, de Arthur Kopit, em 1969. Um ano depois, ele teve um papel principal no drama de televisão da NET Playhouse, They Have Taken Over, que foi uma adaptação do romance de Maria Mannes. Ele teve um papel menor em Little Murders (1971), dirigido por Alan Arkin.
Ele estrelou Blue Summer (1973) com Bo White e novamente com White em A Very Natural Thing (1974) sob o nome de Robert Joel. Joel interpretou o papel principal, David, um ex-monge gay, que encontra o amor na Cidade de Nova Iorque. O filme foi visto como o primeiro filme a mostrar o amor gay. Seus outros co-estrelas foram Curt Gareth, Jay Pierce e Vito Russo, que escreveu The Celluloid Closet. Joel também apareceu em Up! (1976), Barbara (1970), e um drama de televisão da PBS de 1971, They.

## Dramaturgo
Ele escreveu peças de um ato, uma das quais, Triptych, foi apresentada em 1990 no Glenn Wallichs Theatre da University of the Redlands, e foi dirigida por Kent Paul.

## Vida e morte posteriores
Mudou-se para Riverside, onde escreveu peças e lecionou. Trabalhou no AIDS Project, coordenando o trabalho de terapeutas voluntários que trabalhavam com pessoas com AIDS e suas famílias. Ele morreu em 30 de setembro de 1992 de AIDS. Um painel em homenagem a ele aparece na AIDS memorial quilt.